# Vasilīs Torosidīs
Vasilīs Torosidīs (in greco Βασίλης Τοροσίδης?; Xanthi, 10 giugno 1985) è un dirigente sportivo ed ex calciatore greco, di ruolo difensore, direttore sportivo della nazionale greca.

## Carriera

### Club

#### Skoda Xanthi
Cresciuto nelle giovanili dello Skoda Xanthi, ha esordito in prima squadra il 19 aprile 2003, all'età di 17 anni. Ha segnato il primo gol nella Super League contro l'Iraklis il 17 ottobre 2005. Con lo Skoda Xanthi ha anche esodito nelle competizioni UEFA per club il 19 settembre 2005 nella gara di Coppa UEFA Middlesbrough-Skoda Xanthi (2-0).

#### Olympiakos

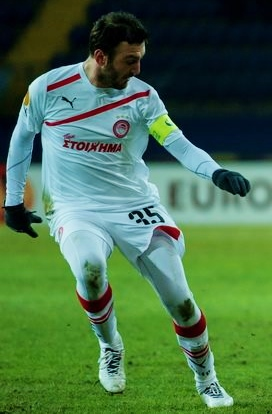
Torosidīs in azione all'Olympiakos

Dopo cinque stagioni a Xanthi, nelle quali ha disputato 76 partite in campionato e altre 3 in Coppa UEFA, nel gennaio 2007 si è trasferito all'Olympiakos per una cifra di 1,2 milioni di euro. Ha segnato la prima rete con la maglia dell'Olympiakos il 24 gennaio 2007 contro il PAOK e ha esordito in Champions League il 18 settembre 2007 contro la Lazio. Il 2 ottobre 2008 ha segnato il primo gol in Coppa UEFA contro il Nordsjælland. Nella stagione 2009-2010 ha giocato anche come centrocampista. Nel dicembre 2010 si rende protagonista di una curiosa simulazione: colpito da una palla di neve crolla a terra. Con la maglia dell'Olympiakos vince cinque Campionati Greci e tre volte la Coppa di Grecia.

#### Roma
Il 23 gennaio 2013 viene acquistato dalla Roma per 400.000 euro, firmando un contratto fino al 30 giugno 2015. Fa il suo esordio il 27 gennaio 2013, nella partita Bologna-Roma (3-3), subentrando al 73' al posto di Iván Piris. Il 24 febbraio 2013 segna il suo primo gol in serie A e con la maglia della Roma nella partita Atalanta-Roma (2-3), con un colpo di testa che decide il risultato finale. Il 17 aprile, nella semifinale di ritorno di Coppa Italia segna contro l'Inter la rete del 3 a 1, gara poi terminata 3 a 2 per i giallorossi. Conclude la sua prima stagione in giallorrosso con 12 presenze e 2 reti.
Nella stagione 2013-2014 segna la sua prima rete stagionale negli ottavi di finale della Coppa Italia al sesto minuto contro la Sampdoria, partita terminata 1 - 0 per i giallorossi. Segna la sua seconda rete stagionale il 17 marzo del 2014 nella partita contro l'Udinese, rete decisiva per la vittoria per 3 a 2 per i giallorossi. Conclude la sua seconda stagione con 22 presenze e 2 reti.

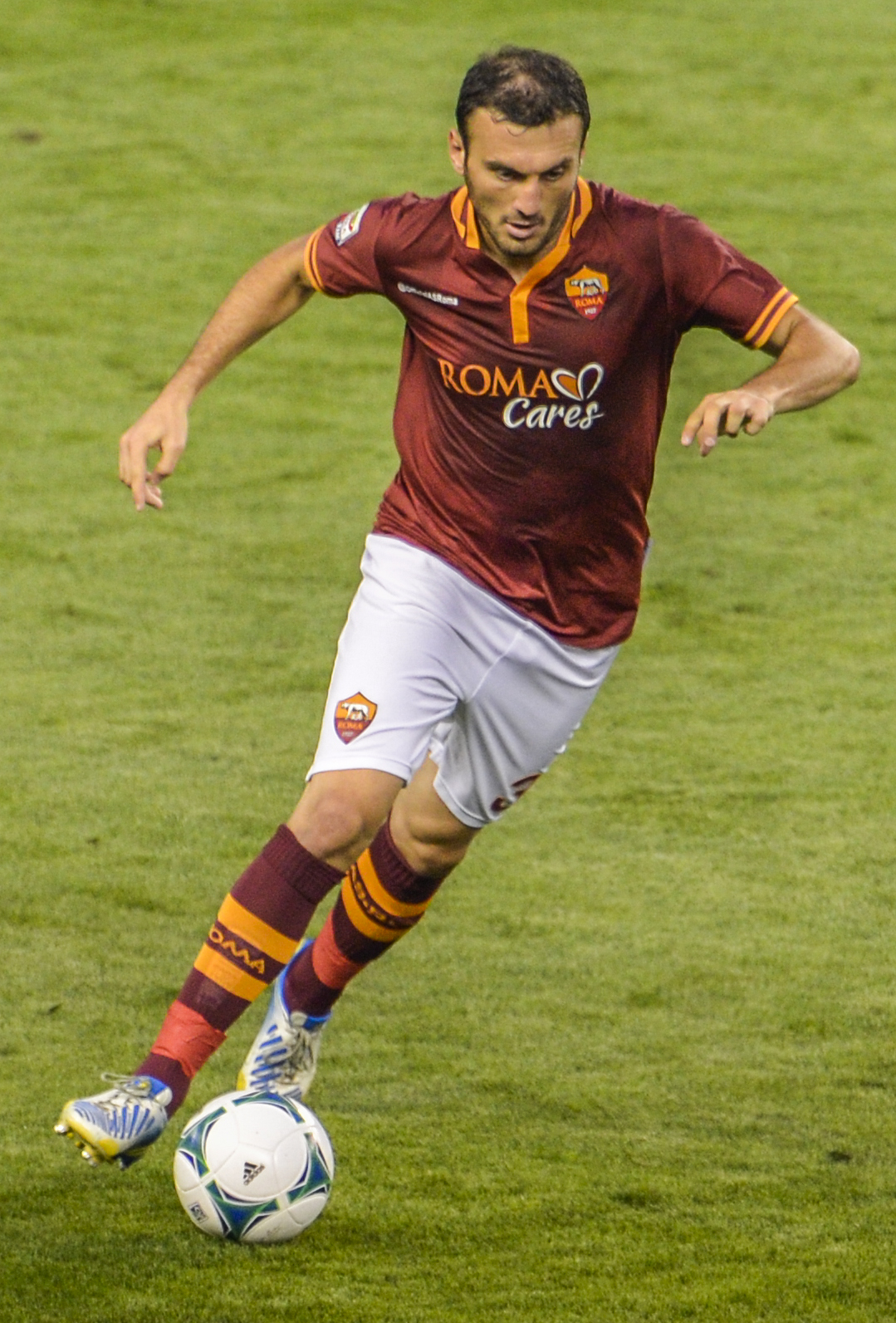
Torosidīs in azione alla Roma nel 2013

Il 30 agosto 2014 fa il suo debutto stagionale (2014-2015) contro la Fiorentina, partita terminata con il successo dei giallorossi per 2 a 0. Il 19 settembre disputa la sua prima gara di Champions League con la maglia della Roma, durante il match giocato contro i russi del CSKA Mosca, partita terminata 5 a 1 per i capitolini. Il 9 novembre 2014 segna contro il Torino la sua prima rete stagionale, gara terminata per 3 a 0 per i giallorossi. Conclude la sua terza stagione con 28 presenze e 2 reti, fra Campionato e Coppe Europee.
Nella quarta stagione trova poco spazio sia con Rudi Garcia nella prima parte di stagione sia con il neo subentrante Luciano Spalletti nella seconda parte, anche a causa di alcuni infortuni. Termina la stagione con 11 presenze in Serie A e 4 presenze in Champions League e l'unica rete nella sfortunata trasferta persa 3 a 2 contro il Bate Borisov.

#### Bologna, Olympiakos e ritiro
Il 31 agosto 2016 viene acquistato dal Bologna per un milione di euro, firmando un contratto fino al 30 giugno 2018. Trova il suo primo gol con la maglia rossoblu il 4 febbraio nella sconfitta per 1-7 da parte del Napoli. A fine stagione non rinnova il suo contratto, ritornando dopo cinque anni all'Olympiakos. Il 25 ottobre 2018, Kostas Fortounis ha superato un calcio d'angolo, ha inviato abilmente un cross ad anello verso l'area e un difensore esperto era a portata di mano per colpire di testa l'angolo destro, portando in vantaggio la squadra per 2-0 in trasferta, nella fase a gironi della UEFA Europa League contro l'F91 Dudelange. Dopo aver segnato quel gol contro la squadra lussemburghese, Torosidis è stato inserito nella squadra della settimana dell'Europa League. Il 1º novembre 2018, ha aperto le marcature nella vittoria esterna per 2-0 in Coppa di Grecia contro il Panachaiki. È stato il suo primo gol con il club nella stagione 2018-19. Una settimana dopo, ha segnato con un tiro di sinistro da distanza molto ravvicinata all'angolo in basso a destra, dopo un assist di Mady Camara su calcio d'angolo in una partita vinta per 5-1 contro l'F91 Dudelange nel girone di UEFA Europe League.
Il 13 settembre 2020, Torosidis ha annunciato ufficialmente il proprio ritiro dal calcio professionistico, dopo la finale della Coppa di Grecia 2019-2020, vinta per 1-0 contro l'AEK Atene da capitano.

### Nazionale
Ha debuttato in nazionale il 24 marzo 2007 contro la Turchia in una partita valida per le qualificazioni all'Europeo 2008.
Dopo il ritiro di Takis Fyssas è diventato il terzino sinistro titolare della nazionale, pur giocando sulla fascia destra nella propria squadra di club. Il 6 settembre 2008 ha segnato la prima rete in nazionale contro il Lussemburgo in una gara di qualificazione ai Mondiali 2010 schierato dal CT Otto Rehhagel.
Ha fatto parte della selezione che ha disputato la fase finale dell'Europeo 2008, nella quale ha disputato 2 partite, e di quella che ha partecipato ai Mondiali 2010 in Sudafrica, dove, nella seconda partita del girone, ha siglato la decisiva rete del 2-1 contro la Nigeria, nella prima storica vittoria degli ellenici in un Mondiale.
Viene convocato per la fase finale degli europei di calcio. L'8 giugno 2012 esordisce da titolare agli Europei nella sfida inaugurale contro la Polonia (1-1). Conclude l'Europeo con 4 presenze.
Viene convocato per la fase finale del mondiale brasiliano. Il 14 giugno 2014, fa il suo debutto contro la Colombia, gara persa per 3-0. Conclude il suo mondiale con 4 presenze.

## Statistiche

### Presenze e reti nei club
Statistiche aggiornate al 25 novembre 2017.
| Stagione            | Squadra             | Campionato          | Campionato | Campionato | Coppa nazionale | Coppa nazionale | Coppa nazionale | Coppe continentali | Coppe continentali | Coppe continentali | Altre coppe | Altre coppe | Altre coppe | Totale | Totale |
| Stagione            | Squadra             | Comp                | Pres       | Reti       | Comp            | Pres            | Reti            | Comp               | Pres               | Reti               | Comp        | Pres        | Reti        | Pres   | Reti   |
| ------------------- | ------------------- | ------------------- | ---------- | ---------- | --------------- | --------------- | --------------- | ------------------ | ------------------ | ------------------ | ----------- | ----------- | ----------- | ------ | ------ |
| 2002-2003           | Skoda Xanthi        | AE                  | 4          | 0          | CG              | 0               | 0               |                    | -                  | -                  |             | -           | -           | 4      | 0      |
| 2003-2004           | Skoda Xanthi        | AE                  | 17         | 0          | CG              | 1               | 0               |                    | -                  | -                  |             | -           | -           | 18     | 0      |
| 2004-2005           | Skoda Xanthi        | AE                  | 21         | 0          | CG              | 2               | 1               |                    | -                  | -                  |             | -           | -           | 23     | 1      |
| 2005-2006           | Skoda Xanthi        | AE                  | 24         | 2          | CG              | 1               | 0               | CU                 | 2                  | 0                  |             | -           | -           | 27     | 2      |
| 2006-gen. 2007      | Skoda Xanthi        | SL                  | 12         | 1          | CG              | 2               | 0               | CU                 | 1                  | 0                  |             | -           | -           | 15     | 1      |
| Totale Skoda Xanthi | Totale Skoda Xanthi | Totale Skoda Xanthi | 78         | 3          |                 | 6               | 1               |                    | 3                  | 0                  |             | -           | -           | 87     | 4      |
| gen.-giu. 2007      | Olympiacos          | SL                  | 11         | 1          | CG              | 2               | 0               | UCL                | -                  | -                  |             | -           | -           | 13     | 1      |
| 2007-2008           | Olympiacos          | SL                  | 26         | 1          | CG              | 3               | 1               | UCL                | 7                  | 0                  |             | -           | -           | 36     | 2      |
| 2008-2009           | Olympiacos          | SL                  | 19         | 2          | CG              | 6               | 0               | UCL+CU             | 2+7                | 0+2                |             | -           | -           | 34     | 4      |
| 2009-2010           | Olympiacos          | SL                  | 22+2       | 4          | CG              | 0               | 0               | UCL                | 4                  | 1                  |             | -           | -           | 28     | 5      |
| 2010-2011           | Olympiacos          | SL                  | 20         | 3          | CG              | 2               | 0               | UEL                | 1                  | 0                  |             | -           | -           | 23     | 3      |
| 2011-2012           | Olympiacos          | SL                  | 22         | 0          | CG              | 4               | 0               | UCL+UEL            | 4+4                | 0+0                |             | -           | -           | 34     | 0      |
| 2012-gen. 2013      | Olympiacos          | SL                  | 12         | 1          | CG              | 0               | 0               | UCL                | 5                  | 1                  |             | -           | -           | 17     | 2      |
| gen.-giu. 2013      | Roma                | A                   | 11         | 1          | CI              | 1               | 1               |                    | -                  | -                  |             | -           | -           | 12     | 2      |
| 2013-2014           | Roma                | A                   | 18         | 1          | CI              | 4               | 1               |                    | -                  | -                  |             | -           | -           | 22     | 2      |
| 2014-2015           | Roma                | A                   | 20         | 2          | CI              | 0               | 0               | UCL+UEL            | 4+4                | 0                  |             | -           | -           | 28     | 2      |
| 2015-2016           | Roma                | A                   | 11         | 0          | CI              | 0               | 0               | UCL                | 4                  | 1                  |             | -           | -           | 15     | 1      |
| Totale Roma         | Totale Roma         | Totale Roma         | 60         | 4          |                 | 5               | 2               |                    | 12                 | 1                  |             | -           | -           | 77     | 7      |
| 2016-2017           | Bologna             | A                   | 28         | 1          | CI              | 0               | 0               | -                  | -                  | -                  | -           | -           | -           | 28     | 1      |
| 2017-2018           | Bologna             | A                   | 16         | 0          | CI              | 1               | 0               | -                  | -                  | -                  | -           | -           | -           | 17     | 0      |
| Totale Bologna      | Totale Bologna      | Totale Bologna      | 44         | 1          |                 | 1               | 0               |                    | -                  | -                  |             | -           | -           | 45     | 1      |
| 2018-2019           | Olympiacos          | SL                  | 13         | 0          | CG              | 3               | 1               | UEL                | 9                  | 2                  | -           | -           | -           | 25     | 3      |
| 2019-2020           | Olympiacos          | SL                  | 6          | 0          | CG              | 2               | 0               | UCL                | 2                  | 0                  | -           | -           | -           | 10     | 0      |
| Totale Olympiakos   | Totale Olympiakos   | Totale Olympiakos   | 153        | 12         |                 | 23              | 2               |                    | 45                 | 6                  |             | -           | -           | 220    | 20     |
| Totale carriera     | Totale carriera     | Totale carriera     | 333        | 20         |                 | 34              | 5               |                    | 60                 | 7                  |             | -           | -           | 427    | 32     |

### Cronologia presenze e reti in nazionale
| Cronologia completa delle presenze e delle reti in nazionale ― Grecia | Cronologia completa delle presenze e delle reti in nazionale ― Grecia | Cronologia completa delle presenze e delle reti in nazionale ― Grecia | Cronologia completa delle presenze e delle reti in nazionale ― Grecia | Cronologia completa delle presenze e delle reti in nazionale ― Grecia | Cronologia completa delle presenze e delle reti in nazionale ― Grecia | Cronologia completa delle presenze e delle reti in nazionale ― Grecia | Cronologia completa delle presenze e delle reti in nazionale ― Grecia |
| Data                                                                  | Città                                                                 | In casa                                                               | Risultato                                                             | Ospiti                                                                | Competizione                                                          | Reti                                                                  | Note                                                                  |
| --------------------------------------------------------------------- | --------------------------------------------------------------------- | --------------------------------------------------------------------- | --------------------------------------------------------------------- | --------------------------------------------------------------------- | --------------------------------------------------------------------- | --------------------------------------------------------------------- | --------------------------------------------------------------------- |
| 24-3-2007                                                             | Atene                                                                 | Grecia                                                                | 1 – 4                                                                 | Turchia                                                               | Qual. Euro 2008                                                       | -                                                                     | 56’                                                                   |
| 28-3-2007                                                             | Ta' Qali                                                              | Malta                                                                 | 0 – 1                                                                 | Grecia                                                                | Qual. Euro 2008                                                       | -                                                                     |                                                                       |
| 2-6-2007                                                              | Candia                                                                | Grecia                                                                | 2 – 0                                                                 | Ungheria                                                              | Qual. Euro 2008                                                       | -                                                                     |                                                                       |
| 6-6-2007                                                              | Candia                                                                | Grecia                                                                | 2 – 1                                                                 | Moldavia                                                              | Qual. Euro 2008                                                       | -                                                                     |                                                                       |
| 22-8-2007                                                             | Salonicco                                                             | Grecia                                                                | 2 – 3                                                                 | Spagna                                                                | Amichevole                                                            | -                                                                     | 45’                                                                   |
| 12-9-2007                                                             | Oslo                                                                  | Norvegia                                                              | 2 – 1                                                                 | Grecia                                                                | Qual. Euro 2008                                                       | -                                                                     |                                                                       |
| 13-10-2007                                                            | Atene                                                                 | Grecia                                                                | 3 – 2                                                                 | Bosnia ed Erzegovina                                                  | Qual. Euro 2008                                                       | -                                                                     |                                                                       |
| 17-10-2007                                                            | Istanbul                                                              | Turchia                                                               | 0 – 1                                                                 | Grecia                                                                | Qual. Euro 2008                                                       | -                                                                     |                                                                       |
| 17-11-2007                                                            | Atene                                                                 | Grecia                                                                | 5 – 0                                                                 | Malta                                                                 | Qual. Euro 2008                                                       | -                                                                     | 48’                                                                   |
| 6-2-2008                                                              | Strovolos                                                             | Grecia                                                                | 2 – 1                                                                 | Finlandia                                                             | Amichevole                                                            | -                                                                     |                                                                       |
| 26-3-2008                                                             | Düsseldorf                                                            | Grecia                                                                | 2 – 1                                                                 | Portogallo                                                            | Amichevole                                                            | -                                                                     | 46’                                                                   |
| 24-5-2008                                                             | Budapest                                                              | Ungheria                                                              | 3 – 2                                                                 | Grecia                                                                | Amichevole                                                            | -                                                                     |                                                                       |
| 1-6-2008                                                              | Offenbach am Main                                                     | Armenia                                                               | 0 – 0                                                                 | Grecia                                                                | Amichevole                                                            | -                                                                     | 46’                                                                   |
| 10-6-2008                                                             | Salisburgo                                                            | Grecia                                                                | 0 – 2                                                                 | Svezia                                                                | Euro 2008 - 1º turno                                                  | -                                                                     | 61’                                                                   |
| 14-6-2008                                                             | Salisburgo                                                            | Grecia                                                                | 0 – 1                                                                 | Russia                                                                | Euro 2008 - 1º turno                                                  | -                                                                     |                                                                       |
| 20-8-2008                                                             | Bratislava                                                            | Slovacchia                                                            | 0 – 2                                                                 | Grecia                                                                | Amichevole                                                            | -                                                                     |                                                                       |
| 6-9-2008                                                              | Lussemburgo                                                           | Lussemburgo                                                           | 0 – 3                                                                 | Grecia                                                                | Qual. Mondiali 2010                                                   | 1                                                                     |                                                                       |
| 10-9-2008                                                             | Riga                                                                  | Lettonia                                                              | 0 – 2                                                                 | Grecia                                                                | Qual. Mondiali 2010                                                   | -                                                                     |                                                                       |
| 11-10-2008                                                            | Atene                                                                 | Grecia                                                                | 3 – 0                                                                 | Moldavia                                                              | Qual. Mondiali 2010                                                   | -                                                                     |                                                                       |
| 15-10-2008                                                            | Atene                                                                 | Grecia                                                                | 1 – 2                                                                 | Svizzera                                                              | Qual. Mondiali 2010                                                   | -                                                                     |                                                                       |
| 11-2-2009                                                             | Atene                                                                 | Grecia                                                                | 1 – 1                                                                 | Danimarca                                                             | Amichevole                                                            | -                                                                     | 75’                                                                   |
| 28-3-2009                                                             | Ramat Gan                                                             | Israele                                                               | 1 – 1                                                                 | Grecia                                                                | Qual. Mondiali 2010                                                   | -                                                                     |                                                                       |
| 1-4-2009                                                              | Candia                                                                | Grecia                                                                | 2 – 1                                                                 | Israele                                                               | Qual. Mondiali 2010                                                   | -                                                                     | 50’                                                                   |
| 10-10-2009                                                            | Atene                                                                 | Grecia                                                                | 5 – 2                                                                 | Lettonia                                                              | Qual. Mondiali 2010                                                   | -                                                                     |                                                                       |
| 14-10-2009                                                            | Atene                                                                 | Grecia                                                                | 2 – 1                                                                 | Lussemburgo                                                           | Qual. Mondiali 2010                                                   | 1                                                                     |                                                                       |
| 2-6-2010                                                              | Winterthur                                                            | Grecia                                                                | 0 – 2                                                                 | Paraguay                                                              | Amichevole                                                            | -                                                                     |                                                                       |
| 12-6-2010                                                             | Port Elizabeth                                                        | Corea del Sud                                                         | 2 – 0                                                                 | Grecia                                                                | Mondiali 2010 - 1º turno                                              | -                                                                     | 56’                                                                   |
| 17-6-2010                                                             | Bloemfontein                                                          | Grecia                                                                | 2 – 1                                                                 | Nigeria                                                               | Mondiali 2010 - 1º turno                                              | 1                                                                     |                                                                       |
| 22-6-2010                                                             | Polokwane                                                             | Grecia                                                                | 0 – 2                                                                 | Argentina                                                             | Mondiali 2010 - 1º turno                                              | -                                                                     | 55’                                                                   |
| 11-8-2010                                                             | Belgrado                                                              | Serbia                                                                | 0 – 1                                                                 | Grecia                                                                | Amichevole                                                            | -                                                                     | 66’                                                                   |
| 3-9-2010                                                              | Atene                                                                 | Grecia                                                                | 1 – 1                                                                 | Georgia                                                               | Qual. Euro 2012                                                       | -                                                                     |                                                                       |
| 7-9-2010                                                              | Zagabria                                                              | Croazia                                                               | 0 – 0                                                                 | Grecia                                                                | Qual. Euro 2012                                                       | -                                                                     | 16’ 90+2’                                                             |
| 8-10-2010                                                             | Atene                                                                 | Grecia                                                                | 1 – 0                                                                 | Lettonia                                                              | Qual. Euro 2012                                                       | 1                                                                     | 27’                                                                   |
| 17-11-2010                                                            | Vienna                                                                | Austria                                                               | 1 – 2                                                                 | Grecia                                                                | Amichevole                                                            | -                                                                     | 45’                                                                   |
| 9-2-2011                                                              | Larissa                                                               | Grecia                                                                | 1 – 0                                                                 | Canada                                                                | Amichevole                                                            | -                                                                     | 45’                                                                   |
| 26-3-2011                                                             | Ta' Qali                                                              | Malta                                                                 | 0 – 1                                                                 | Grecia                                                                | Qual. Euro 2012                                                       | 1                                                                     | 88’                                                                   |
| 29-3-2011                                                             | Atene                                                                 | Grecia                                                                | 0 – 0                                                                 | Polonia                                                               | Amichevole                                                            | -                                                                     | 76’                                                                   |
| 4-6-2011                                                              | Atene                                                                 | Grecia                                                                | 3 – 1                                                                 | Malta                                                                 | Qual. Euro 2012                                                       | -                                                                     |                                                                       |
| 10-8-2011                                                             | Sarajevo                                                              | Bosnia ed Erzegovina                                                  | 0 – 0                                                                 | Grecia                                                                | Amichevole                                                            | -                                                                     |                                                                       |
| 2-9-2011                                                              | Ramat Gan                                                             | Israele                                                               | 0 – 1                                                                 | Grecia                                                                | Qual. Euro 2012                                                       | -                                                                     | 75’                                                                   |
| 7-10-2011                                                             | Atene                                                                 | Grecia                                                                | 2 – 0                                                                 | Croazia                                                               | Qual. Euro 2012                                                       | -                                                                     | 43’                                                                   |
| 11-11-2011                                                            | Atene                                                                 | Grecia                                                                | 1 – 1                                                                 | Russia                                                                | Amichevole                                                            | -                                                                     |                                                                       |
| 29-2-2012                                                             | Candia                                                                | Grecia                                                                | 1 – 1                                                                 | Belgio                                                                | Amichevole                                                            | -                                                                     | 45’                                                                   |
| 26-5-2012                                                             | Kufstein                                                              | Grecia                                                                | 1 – 1                                                                 | Slovenia                                                              | Amichevole                                                            | 1                                                                     | 23’                                                                   |
| 8-6-2012                                                              | Varsavia                                                              | Polonia                                                               | 1 – 1                                                                 | Grecia                                                                | Euro 2012 - 1º turno                                                  | -                                                                     |                                                                       |
| 12-6-2012                                                             | Breslavia                                                             | Grecia                                                                | 1 – 2                                                                 | Svezia                                                                | Euro 2012 - 1º turno                                                  | -                                                                     |                                                                       |
| 16-6-2012                                                             | Varsavia                                                              | Grecia                                                                | 1 – 0                                                                 | Rep. Ceca                                                             | Euro 2012 - 1º turno                                                  | -                                                                     | 34’                                                                   |
| 22-6-2012                                                             | Danzica                                                               | Germania                                                              | 4 – 2                                                                 | Grecia                                                                | Euro 2012 - Quarti di finale                                          | -                                                                     |                                                                       |
| 15-8-2012                                                             | Oslo                                                                  | Norvegia                                                              | 2 – 3                                                                 | Grecia                                                                | Amichevole                                                            | 1                                                                     | 46’                                                                   |
| 7-9-2012                                                              | Riga                                                                  | Lettonia                                                              | 1 – 2                                                                 | Grecia                                                                | Qual. Mondiali 2014                                                   | -                                                                     |                                                                       |
| 11-9-2012                                                             | Atene                                                                 | Grecia                                                                | 2 – 0                                                                 | Lituania                                                              | Qual. Mondiali 2014                                                   | -                                                                     |                                                                       |
| 12-10-2012                                                            | Atene                                                                 | Grecia                                                                | 0 – 0                                                                 | Bosnia ed Erzegovina                                                  | Qual. Mondiali 2014                                                   | -                                                                     |                                                                       |
| 16-10-2012                                                            | Bratislava                                                            | Slovacchia                                                            | 0 – 1                                                                 | Grecia                                                                | Qual. Mondiali 2014                                                   | -                                                                     |                                                                       |
| 14-11-2012                                                            | Dublino                                                               | Irlanda                                                               | 0 – 1                                                                 | Grecia                                                                | Amichevole                                                            | -                                                                     | 60’                                                                   |
| 6-2-2013                                                              | Atene                                                                 | Grecia                                                                | 0 – 0                                                                 | Svizzera                                                              | Amichevole                                                            | -                                                                     |                                                                       |
| 22-3-2013                                                             | Zenica                                                                | Bosnia ed Erzegovina                                                  | 3 – 1                                                                 | Grecia                                                                | Qual. Mondiali 2014                                                   | -                                                                     |                                                                       |
| 7-6-2013                                                              | Vilnius                                                               | Lituania                                                              | 0 – 1                                                                 | Grecia                                                                | Qual. Mondiali 2014                                                   | -                                                                     |                                                                       |
| 14-8-2013                                                             | Salisburgo                                                            | Austria                                                               | 0 – 2                                                                 | Grecia                                                                | Amichevole                                                            | -                                                                     | 77’                                                                   |
| 6-9-2013                                                              | Vaduz                                                                 | Liechtenstein                                                         | 0 – 1                                                                 | Grecia                                                                | Qual. Mondiali 2014                                                   | -                                                                     | 41’                                                                   |
| 10-9-2013                                                             | Atene                                                                 | Grecia                                                                | 1 – 0                                                                 | Lettonia                                                              | Qual. Mondiali 2014                                                   | -                                                                     |                                                                       |
| 11-10-2013                                                            | Atene                                                                 | Grecia                                                                | 1 – 0                                                                 | Slovacchia                                                            | Qual. Mondiali 2014                                                   | -                                                                     |                                                                       |
| 15-11-2013                                                            | Atene                                                                 | Grecia                                                                | 3 – 1                                                                 | Romania                                                               | Qual. Mondiali 2014                                                   | -                                                                     |                                                                       |
| 19-11-2013                                                            | Bucarest                                                              | Romania                                                               | 1 – 1                                                                 | Grecia                                                                | Qual. Mondiali 2014                                                   | -                                                                     | 72’                                                                   |
| 5-3-2014                                                              | Atene                                                                 | Grecia                                                                | 0 – 2                                                                 | Corea del Sud                                                         | Amichevole                                                            | -                                                                     | 82’                                                                   |
| 31-5-2014                                                             | Oeiras                                                                | Portogallo                                                            | 0 – 0                                                                 | Grecia                                                                | Amichevole                                                            | -                                                                     |                                                                       |
| 7-6-2014                                                              | Harrison                                                              | Grecia                                                                | 2 – 1                                                                 | Bolivia                                                               | Amichevole                                                            | -                                                                     | 58’                                                                   |
| 14-6-2014                                                             | Belo Horizonte                                                        | Colombia                                                              | 3 – 0                                                                 | Grecia                                                                | Mondiali 2014 - 1º turno                                              | -                                                                     |                                                                       |
| 19-6-2014                                                             | Natal                                                                 | Giappone                                                              | 0 – 0                                                                 | Grecia                                                                | Mondiali 2014 - 1º turno                                              | -                                                                     | 89’                                                                   |
| 24-6-2014                                                             | Fortaleza                                                             | Grecia                                                                | 2 – 1                                                                 | Costa d'Avorio                                                        | Mondiali 2014 - 1º turno                                              | -                                                                     |                                                                       |
| 29-6-2014                                                             | Recife                                                                | Grecia                                                                | 1 – 1 dts (3 - 5 dtr)                                                 | Costa Rica                                                            | Mondiali 2014 - Ottavi di finale                                      | -                                                                     |                                                                       |
| 7-9-2014                                                              | Atene                                                                 | Grecia                                                                | 0 – 1                                                                 | Romania                                                               | Qual. Euro 2016                                                       | -                                                                     | 45’                                                                   |
| 11-10-2014                                                            | Helsinki                                                              | Finlandia                                                             | 1 – 1                                                                 | Grecia                                                                | Qual. Euro 2016                                                       | -                                                                     | cap. 22’                                                              |
| 14-10-2014                                                            | Atene                                                                 | Grecia                                                                | 0 – 2                                                                 | Irlanda del Nord                                                      | Qual. Euro 2016                                                       | -                                                                     | cap.                                                                  |
| 14-11-2014                                                            | Atene                                                                 | Grecia                                                                | 0 – 1                                                                 | Fær Øer                                                               | Qual. Euro 2016                                                       | -                                                                     | cap.                                                                  |
| 18-11-2014                                                            | La Canea                                                              | Grecia                                                                | 0 – 2                                                                 | Serbia                                                                | Amichevole                                                            | -                                                                     | cap. 61’                                                              |
| 29-3-2015                                                             | Budapest                                                              | Ungheria                                                              | 0 – 0                                                                 | Grecia                                                                | Qual. Euro 2016                                                       | -                                                                     | cap.                                                                  |
| 13-6-2015                                                             | Tórshavn                                                              | Fær Øer                                                               | 2 – 1                                                                 | Grecia                                                                | Qual. Euro 2016                                                       | -                                                                     | cap. 57’                                                              |
| 8-10-2015                                                             | Belfast                                                               | Irlanda del Nord                                                      | 3 – 1                                                                 | Grecia                                                                | Qual. Euro 2016                                                       | -                                                                     | cap.                                                                  |
| 17-11-2015                                                            | Istanbul                                                              | Turchia                                                               | 3 – 0                                                                 | Grecia                                                                | Amichevole                                                            | -                                                                     | cap.                                                                  |
| 24-4-2016                                                             | Atene                                                                 | Grecia                                                                | 2 – 1                                                                 | Montenegro                                                            | Amichevole                                                            | -                                                                     | cap. 73’ 85’                                                          |
| 29-3-2016                                                             | Atene                                                                 | Grecia                                                                | 2 – 3                                                                 | Islanda                                                               | Amichevole                                                            | -                                                                     | cap. 77’                                                              |
| 4-6-2016                                                              | Sydney                                                                | Australia                                                             | 1 – 0                                                                 | Grecia                                                                | Amichevole                                                            | -                                                                     | cap.                                                                  |
| 7-6-2016                                                              | Adelaide                                                              | Australia                                                             | 1 – 2                                                                 | Grecia                                                                | Amichevole                                                            | -                                                                     | cap.                                                                  |
| 1-9-2016                                                              | Eindhoven                                                             | Paesi Bassi                                                           | 1 – 2                                                                 | Grecia                                                                | Amichevole                                                            | -                                                                     | cap. 45’                                                              |
| 6-9-2016                                                              | Faro                                                                  | Gibilterra                                                            | 1 – 4                                                                 | Grecia                                                                | Qual. Mondiali 2018                                                   | 1                                                                     | cap.                                                                  |
| 7-10-2016                                                             | Atene                                                                 | Grecia                                                                | 2 – 0                                                                 | Cipro                                                                 | Qual. Mondiali 2018                                                   | -                                                                     | cap.                                                                  |
| 10-10-2016                                                            | Tallinn                                                               | Estonia                                                               | 0 – 2                                                                 | Grecia                                                                | Qual. Mondiali 2018                                                   | 1                                                                     | cap. 18’                                                              |
| 9-11-2016                                                             | Atene                                                                 | Grecia                                                                | 0 – 1                                                                 | Bielorussia                                                           | Amichevole                                                            | -                                                                     | 87’                                                                   |
| 13-11-2016                                                            | Atene                                                                 | Grecia                                                                | 1 – 1                                                                 | Bosnia ed Erzegovina                                                  | Qual. Mondiali 2018                                                   | -                                                                     | cap.                                                                  |
| 25-3-2017                                                             | Bruxelles                                                             | Belgio                                                                | 1 – 1                                                                 | Grecia                                                                | Qual. Mondiali 2018                                                   | -                                                                     | cap.                                                                  |
| 9-6-2017                                                              | Zenica                                                                | Bosnia ed Erzegovina                                                  | 0 – 0                                                                 | Grecia                                                                | Qual. Mondiali 2018                                                   | -                                                                     | cap.                                                                  |
| 7-10-2017                                                             | Nicosia                                                               | Cipro                                                                 | 1 – 2                                                                 | Grecia                                                                | Qual. Mondiali 2018                                                   | -                                                                     | cap. 17’ 69’                                                          |
| 10-10-2017                                                            | Atene                                                                 | Grecia                                                                | 4 – 0                                                                 | Gibilterra                                                            | Qual. Mondiali 2018                                                   | 1                                                                     | cap. 68’                                                              |
| 12-11-2017                                                            | Atene                                                                 | Grecia                                                                | 0 – 0                                                                 | Croazia                                                               | Qual. Mondiali 2018                                                   | -                                                                     | cap.                                                                  |
| 23-3-2018                                                             | Atene                                                                 | Grecia                                                                | 0 – 1                                                                 | Svizzera                                                              | Amichevole                                                            | -                                                                     | cap. 63’                                                              |
| 27-3-2018                                                             | Zurigo                                                                | Egitto                                                                | 0 – 1                                                                 | Grecia                                                                | Amichevole                                                            | -                                                                     | 89’                                                                   |
| 8-9-2018                                                              | Tallinn                                                               | Estonia                                                               | 0 – 1                                                                 | Grecia                                                                | UEFA Nations League 2018-2019 - 1º turno                              | -                                                                     | cap.                                                                  |
| 11-9-2018                                                             | Budapest                                                              | Ungheria                                                              | 2 – 1                                                                 | Grecia                                                                | UEFA Nations League 2018-2019 - 1º turno                              | -                                                                     | cap. 83’                                                              |
| 15-11-2018                                                            | Atene                                                                 | Grecia                                                                | 1 – 0                                                                 | Finlandia                                                             | UEFA Nations League 2018-2019 - 1º turno                              | -                                                                     | cap.                                                                  |
| 18-11-2018                                                            | Atene                                                                 | Grecia                                                                | 0 – 1                                                                 | Estonia                                                               | UEFA Nations League 2018-2019 - 1º turno                              | -                                                                     | 46’                                                                   |
| 5-9-2019                                                              | Tampere                                                               | Finlandia                                                             | 1 – 0                                                                 | Grecia                                                                | Qual. Euro 2020                                                       | -                                                                     | cap. 39’ 70’                                                          |
| Totale                                                                |                                                                       | Presenze (4º posto)                                                   | 101                                                                   |                                                                       | Reti                                                                  | 10                                                                    |                                                                       |

## Palmarès

### Club
- Campionato greco: 7

Olympiakos: 2006-2007, 2007-2008, 2008-2009, 2010-2011, 2011-2012, 2012-2013, 2019-2020
- Coppa di Grecia: 4

Olympiakos: 2007-2008, 2008-2009, 2011-2012, 2019-2020
- Supercoppa di Grecia: 1

Olympiakos: 2007

### Individuale
- Calciatore greco dell'anno: 1

2010